# Wereldkampioenschappen multisport 2021
De wereldkampioenschappen multisport 2021 waren door World Triathlon georganiseerde kampioenschappen in het duatlon, crosstriatlon, aquatlon, aquabike en triatlon. De wereldkampioenschappen vonden plaats in het Nederlandse Almere op 12 september 2021.

## Geschiedenis
Aanvankelijk zou het sportevenement plaatsvinden van 4 tot en met 13 september 2020. Het evenement werd echter uitgesteld naar 2021 omwille van de COVID-19 pandemie. In juni 2021 werd aangekondigd dat het programma van het WK werd aangepast en dat enkel de wereldkampioenschappen 'triatlon lange afstand' en 'aquabike' zouden doorgaan. De andere disciplines werden afgelast. Later die maand werd bekend dat de duatlononderdelen zouden plaatsvinden in het Spaanse Avilés in november 2021.

## Evenementen
- WK duatlon korte afstand (verplaatst)
- WK duatlon standaard afstand (verplaatst)
- WK crosstriatlon (afgelast)
- WK triatlon lange afstand (12 september 2021)
- WK aquatlon (afgelast)
- WK aquabike (12 september 2021)

## Uitslagen

### Triatlon lange afstand
| Plaats | Heren                             | Dames                          |
| ------ | --------------------------------- | ------------------------------ |
| Goud   | Kristian Høgenhaug (7:37:45)      | Sarissa de Vries (8:32:04)     |
| Zilver | Jesper Svensson (7:39:25)         | Manon Genet (8:34:22)          |
| Brons  | Reinaldo Colucci (7:45:15)        | Michelle Vesterby (8:38:53)    |
| 4      | Evert Scheltinga (7:49:32)        | Elisabetta Curridori (8:41:08) |
| 5      | Thomas Steger (7:54:56)           | Leanne Fanoy (8:45:14)         |
| 6      | Pablo Dapena-Gonzalez (7:55:54)   | Sarah Crowley (8:48:37)        |
| 7      | Tomas Renc (7:56:06)              | Annah Watkinson (8:51:07)      |
| 8      | Victor Arroyo-Bugallo (8:00:17)   | Saleta Castro (9:12:44)        |
| 9      | Milan Brons (8:00:49)             | Line Bonde (9:13:33)           |
| 10     | João Francisco Ferreira (8:03:36) | Simona Krivankova (9:17:01)    |

### Aquabike
| Discipline | Goud                      | Zilver                   | Brons                  |
| ---------- | ------------------------- | ------------------------ | ---------------------- |
| Heren      | Adam Lambrechts (5:06:09) | Kurt Holt (5:22:10)      | Mark Benson (5:23:24)  |
| Dames      | Sara Baumann (6:04:38)    | Felicity Joyce (6:06:03) | Amber Smolik (6:08:45) |